# Litteraturbanken
Litteraturbanken är ett svenskt litteraturprojekt och namnet på en webbplats. 
Litteraturbanken har kommit till stånd genom ett samarbete mellan Svenska Akademien, Kungliga biblioteket och Språkbanken vid Göteborgs universitet. Målsättningen är att Litteraturbanken skall tillgängliggöra hela det svenska skönlitterära arvet samt vittra arbeten inom humaniora. (Den är dock inte tänkt att utgöra en lagringsplats för all svensk litteratur, endast utvalda verk.) Litteraturprojektet antas ta många årtionden att genomföra. Sedan maj 2018 publicerar Litteraturbanken även Svenskt översättarlexikon.

## Bakgrund
Den ursprungliga initiativtagaren till litteraturbanken var Sven Lindqvist, författare och då medlem av Kungliga bibliotekets styrelse. 2003 anslog Riksbankens jubileumsfond pengar till ett tvåårigt förprojekt. Den 1 januari 2006 övertog Svenska Akademien det ekonomiska ansvaret för Litteraturbanken, vilken samma år också ombildades till en ideell förening. Medlemmar i föreningen är Kungliga biblioteket, Kungliga Vitterhetsakademien, Språkbanken vid Göteborgs universitet, Svenska Akademien och Svenska Litteratursällskapet i Finland samt Svenska Vitterhetssamfundet.

## Framtid
Utan att nämna Litteraturbanken meddelade Kungliga biblioteket den 28 januari år 2020 att de i samarbete med universitetsbiblioteken i Göteborg, Lund (LUB), Stockholm, Umeå (UmUB) och Uppsala ska digitalisera alla svenska tryckta verk från 1400-talet "fram till idag".